# Episodi di Stargate Universe (prima stagione)
La prima stagione di Stargate Universe, prodotta dalla Metro-Goldwyn-Mayer e ideata da Brad Wright e Robert C. Cooper.
I primi 10 episodi sono stati trasmessi in prima visione su Syfy dal 2 ottobre al 4 dicembre 2009, la seconda parte è stata trasmessa dal 2 aprile all'11 giugno 2010.
In Italia è stata trasmessa sul canale satellitare AXN. I primi 10 episodi dal 12 gennaio al 23 febbraio 2010. La seconda parte è andata in onda dal 25 maggio al 20 luglio 2010.
| nº | Titolo originale       | Titolo italiano                 | Prima TV USA     | Prima TV Italia  |
| -- | ---------------------- | ------------------------------- | ---------------- | ---------------- |
| 1  | Air (Part 1 2 e 3)     | La porta chiusa (Parte 1 2 e 3) | 2 ottobre 2009   | 12 gennaio 2010  |
| 2  | Air (Part 1 2 e 3)     | La porta chiusa (Parte 1 2 e 3) | 2 ottobre 2009   | 12 gennaio 2010  |
| 3  | Air (Part 1 2 e 3)     | La porta chiusa (Parte 1 2 e 3) | 9 ottobre 2009   | 19 gennaio 2010  |
| 4  | Darkness (Part 1)      | Oscurità (Parte 1)              | 16 ottobre 2009  | 19 gennaio 2010  |
| 5  | Light (Part 2)         | Luce (Parte 2)                  | 23 ottobre 2009  | 26 gennaio 2010  |
| 6  | Water                  | Acqua                           | 30 ottobre 2009  | 26 gennaio 2010  |
| 7  | Earth                  | Terra                           | 6 novembre 2009  | 2 febbraio 2010  |
| 8  | Time                   | Tempo                           | 13 novembre 2009 | 9 febbraio 2010  |
| 9  | Life                   | Vita                            | 20 novembre 2009 | 16 febbraio 2010 |
| 10 | Justice                | Giustizia                       | 4 dicembre 2009  | 23 febbraio 2010 |
| 11 | Space (Part 1)         | Spazio (Parte 1)                | 2 aprile 2010    | 25 maggio 2010   |
| 12 | Divided (Part 2)       | Divisi (Parte 2)                | 9 aprile 2010    | 25 maggio 2010   |
| 13 | Faith                  | Fede                            | 16 aprile 2010   | 1º giugno 2010   |
| 14 | Human                  | Umani                           | 23 aprile 2010   | 8 giugno 2010    |
| 15 | Lost                   | Dispersi                        | 30 aprile 2010   | 29 giugno 2010   |
| 16 | Sabotage               | Sabotaggio                      | 7 maggio 2010    | 15 giugno 2010   |
| 17 | Pain                   | Dolore                          | 14 maggio 2010   | 22 giugno 2010   |
| 18 | Subversion             | Complotto                       | 21 maggio 2010   | 6 luglio 2010    |
| 19 | Incursion (Part 1 e 2) | Incursione (Parte 1 e 2)        | 4 giugno 2010    | 13 luglio 2010   |
| 20 | Incursion (Part 1 e 2) | Incursione (Parte 1 e 2)        | 11 giugno 2010   | 20 luglio 2010   |

## La porta chiusa (Parte 1)
- Titolo originale: Air part 1
- Scritto da: Robert C. Cooper - Brad Wright
- Diretto da: Andy Mikita
- Problema: Base Icarus sotto attacco; evacuazione d'emergenza.

### Trama
La base segreta Icarus, all'interno della quale si sta studiando un particolare Stargate a nove simboli, è sotto attacco e il personale è costretto ad evacuare attraverso lo Stargate. Ultime ad evacuare anche persone che in quel momento si trovavano in visita alla base. Per queste il sito di evacuazione scelto dal dott. Nicholas Rush, il capo dell'équipe scientifica a studio dello Stargate, non è la Terra ma un indirizzo sconosciuto a nove simboli. L'ultima squadra in evacuazione verrà portata su una nave degli Antichi (la Destiny) situata a milioni di anni luce dalla Terra.

## La porta chiusa (Parte 2)
- Titolo originale: Air part 2
- Scritto da: Robert C. Cooper - Brad Wright
- Diretto da: Andy Mikita
- Problema: Livelli di CO2 letali.

### Trama
La sfortunata spedizione è finita sulla Destiny, un'astronave degli Antichi lontana miliardi di anni luce dalla Terra. La nave subito passa in modalità FTL (più veloce della luce) subito dopo la disattivazione dello Stargate. Rush usa il dispositivo per comunicazioni a lungo raggio degli Antichi per contattare il comando Stargate, prendendo i panni del dottor Lee. Al suo ritorno riferisce che il Gen. O'Neill gli ha affidato il comando della spedizione, sebbene gli altri non gli credono subito. Nel frattempo, la nave, avendo sofferto millenni di avversità, ha esaurito il sistema di supporto vitale e ha rattoppato una falla in una navicella non in modo ottimale. L'unico modo per eliminare il problema è isolare la navicella, operazione possibile solo dal suo interno. Il senatore Armstrong, saputo questo, viste già le sue precarie condizioni di salute, si sacrifica per estromettere la navicella e offrire al resto dell'equipaggio altro tempo. Il supporto vitale non è, comunque, completamente funzionante. La CO2 si accumula e nel giro di un giorno, i suoi livelli risulteranno letali per tutti. La Destiny, apparentemente conscia del problema, esce dalla FTL e compone l'indirizzo di uno Stargate che conduce ad un pianeta desertico in cui è rintracciabile il materiale necessario per riparare i filtri dell'anidride carbonica. Altri 4 indirizzi sono trovati dalla Destiny ma bloccati dal computer. Inizia così un conto alla rovescia di 12 ore alla fine delle quali la Destiny riprenderà il suo viaggio automaticamente.

## La porta chiusa (Parte 3)
- Titolo originale: Air part 3
- Scritto da: Robert C. Cooper - Brad Wright
- Diretto da: Andy Mikita
- Problema: Ricerca di filtro per l'anidride carbonica

### Trama
Sbarcati sul pianeta deserto inizia la ricerca per un materiale utile per filtrare l'aria sulla Destiny. La sabbia stessa ha una lieve concentrazione di calcite ma questa non è sufficiente per rivelarsi utile. La squadra, quindi, inizia la ricerca per un fondo di un lago evaporato che dovrebbe avere un deposito più consistente di calcite. Il gruppo si divide in due: Rush, Scott e Greer formano il primo gruppo mentre Wallace guida i restanti verso una direzione differente. Dopo svariati tentativi falliti, i componenti del gruppo di Eli rinunciano alla ricerca cercando, invece, di comporre gli indirizzi dello Stargate bloccati. Quando Eli informa gli altri, Scott manda Rush e Greer indietro a fermare gli altri mentre lui prosegue la ricerca. I due riescono a tornare indietro a bloccare Franklin ma gli altri due riescono a superare l'orizzonte degli eventi. Rush è fortemente contrario all'idea di esplorare gli altri indirizzi essendo convinto che la nave li abbia bloccati per un motivo. Infatti diversi tentativi di contattare gli altri due falliscono.
Sulla nave, Chloe e Young usano le pietre di comunicazione per contattare la Terra, consentendo a Chloe di comunicare alla madre la sua situazione e il sacrificio del Senatore. Young, nel frattempo, è spinto da O'Neill a riparare la nave. Alle sue proteste riguardo alla sua mancata preparazione e a quella degli naufraghi per un incarico simile, il Generale risponde che, in realtà, nessuno è preparato per un lavoro del genere. 
Nella sua ricerca, Scott scopre una strana nube di polvere che assorbe umidità. La segue fino a che non sviene di fronte al letto del lago. Dopo una breve allucinazione in cui parla con un prete che conosceva sulla Terra, Scott viene riscosso dalla nube che condensa in acqua. Capendo di aver trovato la tanto agognata calcite, Matt ne raccoglie il più possibile nel suo zaino e inizia a tornar verso lo Stargate. Greer, che era tornato indietro a cercarlo, lo trova lungo la via e lo aiuta a portare la sabbia. Nel frattempo il tempo si esaurisce ed Eli infila il braccio nello Stargate per ritardare il conto alla rovescia. Il ritorno della squadra riesce e la calcite viene usata per riparare i filtri per la CO2. Alla fine Scott racconta a Chloe di aver perso i genitori e il prete che lo aveva cresciuto quando era giovane. Le dice anche che il modo migliore per convivere col dolore è continuare ad andare avanti. Non appena ognuno ricomincia a respirare facilmente una navicella si stacca dalla Destiny.

## Oscurità (Parte 1)
- Titolo originale: Darkness (Part 1)
- Scritto da: Brad Wright
- Diretto da: Peter DeLuise
- Problema: Energia finita

### Trama
Da quando la squadra è arrivata sull'astronave, la quantità di energia consumata è aumentata in modo esponenziale sia per mantenere attivo il supporto vitale, sia per i continui tentativi del team di capire il funzionamento dei vari strumenti presenti sull'astronave.
Il dottor Rush non dorme da diversi giorni ed è in astinenza da caffeina e nicotina, trascorre tutto il suo tempo nell'estenuante, nonché inutile, tentativo di capire cosa stia succedendo alle risorse energetiche della Destiny e, soprattutto, capire cosa fare per sopravvivere con così poca energia.
Il colonnello Young tenta invano di affiancargli un aiutante ma ciò non fa altro che innervosire ancor più il dottor Rush.
L'energia termina e la nave esce dalla VSL in prossimità di un sistema planetario. Tutti i sistemi della Destiny sono fuori uso tranne il supporto vitale e alcune deboli “luci d'emergenza”.
Il futuro della Destiny e del suo equipaggio sembra dover terminare presto.
Nel frattempo il colonnello Young dà il suo addio alla moglie tramite le pietre degli antichi.
A fine puntata una speranza appare all'orizzonte, l'astronave potrebbe aver calcolato il momento della disattivazione dei motori; si sta infatti dirigendo verso un gigante gassoso e tramite una manovra di aerofrenaggio potrebbe raggiungere la parte interna del sistema planetario in prossimità di tre pianeti che potrebbero avere le caratteristiche adeguate al sostentamento della vita.
Le speranze della Destiny si distruggono in poco tempo, la nave ha rallentato più di quanto il suo equipaggio si aspettasse entrando in una traiettoria che la porterà all'interno della gigante rossa al centro del sistema planetario.

## Luce (Parte 2)
- Titolo originale: Light (Part 2)
- Scritto da: Brad Wright
- Diretto da: Peter DeLuise
- Problema: Impatto imminente con Gigante rossa

### Trama
La Destiny ha tutti i sistemi off-line tranne il supporto vitale, inoltre si sta dirigendo verso la gigante rossa e la raggiungerà entro la fine della giornata. Ciò porterà alla distruzione della nave e alla morte di tutto l'equipaggio.
Dalle analisi effettuate, due dei tre pianeti del sistema planetario interno non possono sostenere la vita e il terzo è ancora troppo lontano per essere analizzato.
Una navicella della Destiny è ancora funzionante. Il colonnello Young decide che diciassette membri del gruppo lasceranno la Destiny con la navicella e si dirigeranno verso il terzo pianeta nella speranza che esso si riveli abitabile. I diciassette membri lasciano così l'astronave ma in prossimità del pianeta si rendono conto che esso è solo “un freddo sasso”.
Nel percorso della Destiny verso la stella, accade qualcosa di strano: gli scudi non cedono, i sistemi vitali continuano a funzionare e le luci si accendono. Tutti i sistemi sono funzionanti. Il dott. Rush ipotizza che l'astronave si stia ricaricando attraversando la stella: “essa trae energia dalle stelle”. I motori ripartono e la Destiny si allontana dalla stella, il colonnello Young con l'aiuto di Rush contatta la navicella e le dà l'ordine di ritornare sulla Destiny. Il viaggio continua.

## Acqua
- Titolo originale: Water
- Scritto da: Brad Wright - Robert C. Cooper - Carl Binder
- Diretto da: William Waring
- Problema: Mancanza d'acqua

### Trama
Le scorte d'acqua continuano a diminuire nonostante il razionamento. L'astronave identifica un pianeta ghiacciato con alte percentuali di acqua ma con forti presenze di sostanze velenose.
Il colonnello Young e il tenente Scott lasciano l'astronave in cerca di acqua pura. I primi campioni prelevati sono inutilizzabili ma, allontanandosi dallo StarGate, i due militari trovano l'acqua pura. Dopo diversi trasporti, facilitati dal carrello “galleggiante” inventato da Eli, il Tenente Scott precipita in un crepaccio restandovi bloccato.
Nel frattempo le scorte d'acqua continuano a diminuire senza apparente motivo. Alcuni avvistamenti chiariscono il giallo, a bordo c'è un'entità aliena: la creatura di sabbia che ha aiutato il tenente Scott nell'episodio Air, essa consuma grosse quantità d'acqua (circa 40.000 litri).
L'equipaggio riesce a sbarazzarsene imprigionandola in un barile che viene poi scaricato sul pianeta ghiacciato.

## Terra
- Titolo originale: Earth
- Scritto da: Brad Wright - Robert C. Cooper - Martin Gero
- Diretto da: Ernest Dickernson

### Trama
Le pietre di comunicazione degli Antichi vengono utilizzate per consentire ai membri dell'equipaggio di comunicare mentalmente con la Terra attraverso dei volontari. Il Colonnello Telford prende il controllo del corpo di Young ed attua un piano per cercare di collegare la Destiny con la Terra attraverso lo Stargate.
Il Dottor Rush è certo che fallirà ed attua uno stratagemma per impedirlo.

## Tempo
- Titolo originale: Time
- Scritto da: Robert C. Cooper
- Diretto da: Robert C. Cooper

### Trama
La Destiny si ferma per una sosta in prossimità di un pianeta abitabile e le riprese di una Kino rivelano l'attività di una squadra in perlustrazione del pianeta stesso alla ricerca di cibo e acqua. Col procedere delle scene la situazione diventa molto problematica, qualcuno si ammala e cade in coma e di notte irrompono feroci creature aliene che uccidono molte persone. Ma le riprese della Kino ora vengono analizzate a bordo della Destiny dagli stessi componenti della squadra che sono morti sul pianeta. Come è possibile? È una realtà alternativa? Un bizzarro anello temporale? La squadra riuscirà a salvarsi evitando la missione? Oppure svolgendo la missione con maggiore cautela e destrezza?

## Vita
- Titolo originale: Life
- Scritto da: Carl Binder
- Diretto da: Alex Chapple

### Trama
L'équipe scientifica trova una sedia degli Antichi simile al Repositorio della Conoscenza usato da O'Neill. Scott e Camile visitano i loro cari usando le pietre di comunicazione con la Terra. Scott va a trovare una sua vecchia fidanzata e scopre che quest'ultima ha un figlio di 8 anni di cui lui è il padre. Intanto Young scopre che Telford si vede con sua moglie.

## Giustizia
- Titolo originale: Justice
- Scritto da: Alan McCullough
- Diretto da: William Waring

### Trama
Il sergente Spencer è trovato morto e il colonnello Young è sospettato dell'omicidio. Di conseguenza viene rimosso temporaneamente dal comando, che viene dato alla dottoressa Wray. Lei autorizza il gruppo di Rush a studiare la sedia degli antichi ma non a usarla. Spinto però dalla pressione creatasi un membro dell'equipaggio, il dottor Jeremy Franklin, usa l'interfaccia della sedia degli Antichi rimanendone quasi ucciso. La Destiny raggiunge un nuovo pianeta da esplorare dove viene scoperto un velivolo alieno di tecnologia non Antica. Il gruppo che va a studiarla viene fatto rientrare da Young che resta con Rush alla navetta sperando di aprirla sfruttando fino all'ultimo secondo. Young però usa questo tempo per affrontare Rush e lo accusa di aver usato il suicidio di Spencer per usurparlo dalla posizione di comando. Rush conferma tutto e i due, soli sul pianeta, si affrontano. Vince il colonnello Young che lascia Rush svenuto sul pianeta e rientra sulla Destiny abbandonandolo. Young riferisce all'equipaggio che Rush è caduto e che non ha potuto salvarlo.

## Spazio (Parte 1)
- Titolo originale: Space (Part 1)
- Scritto da: Joseph Mallozzi - Paul Mullie
- Diretto da: Andy Mikita

### Trama
Mentre l'equipaggio nutre seri dubbi sulla versione dei fatti del Colonnello Young su ciò che è accaduto sul pianeta, quest'ultimo, interfacciandosi con il dispositivo di comunicazione degli Antichi per fare rapporto sulla terra, si ritrova su una nave aliena. Di seguito la Destiny si avvicina ad un pianeta con una strana vegetazione viola ma, prima di organizzare una spedizione, viene attaccata da un vascello sconosciuto e durante l'attacco Chloe viene rapita. Il Colonnello Young, prova a ricollegarsi col dispositivo degli Antichi e si ritrova sulla nave aliena dove trova e libera il Dottor Rush. Di seguito, all'interruzione del collegamento, ordina di attaccare il vascello nemico ma, mentre gli alieni si apprestano a fuggire, il Dr. Rush libera Chloe e riesce, rubando una navetta, a ritornare sulla Destiny, dove finge di stipulare una tregua col Colonnello mentre, in realtà, trama alle sue spalle con Camile Wray.

## Divisi (Parte 2)
- Titolo originale: Divided (Part 2)
- Scritto da: Joseph Mallozzi - Paul Mullie
- Diretto da: Félix Enríquez Alcalá

### Trama
Mentre il Colonnello Young ed il Tenente Scott sono sullo shuttle della Destiny per rimuovere dallo scafo una navetta aliena con a bordo un segnalatore, Rush, la Wray e Chloe mettono in atto i loro propositi di ammutinamento. Nel frattempo la Destiny viene nuovamente attaccata dagli alieni. Durante l'attacco, che viene respinto grazie agli scudi della nave degli Antichi, diviene necessario operare il Dr. Rush per rimuovere dal suo petto un altro segnalatore.

## Fede
- Titolo originale: Faith
- Scritto da: Denis McGrath
- Diretto da: William Waring

### Trama
La Destiny esce dall'FTL nei pressi di una nana gialla con un pianeta, molto simile alla terra, nella sua orbita; nel database della nave non v'è però menzione di questo sistema stellare e l'età del pianeta non corrisponde alle sue caratteristiche (data la sua relativa giovane età non dovrebbe avere quella conformazione geologica ma dovrebbe essere un ammasso di rocce fuse). Ciò fa nascere dubbi sulla sua nascita o, secondo il Dr. Rush, della sua "costruzione" da parte di una razza di alieni particolarmente avanzata tecnologicamente; una prima spedizione, infatti, trova un enorme obelisco (alto centinaia di metri) a conferma che la loro non è la prima presenza sul pianeta. Mentre si procede ad alcune necessarie riparazioni sull'astronave, sul pianeta viene mandato un gruppo misto di militari e civili per fare scorte di cibo, acqua e piante. Alcuni di loro, compresi il Tenente Scott e la dottoressa Johansen (incinta del Colonnello Young), spinti dall'idea che Dio (o il fato) li abbia portati su quel pianeta, decidono di restare lì. Il Dr. Rush e il Colonnello Young, stranamente in sintonia, non sono però d'accordo con loro.

## Umani
- Titolo originale: Human
- Scritto da: Jeff Vlaming
- Diretto da: Robert C. Cooper

### Trama
Il dottor Rush, sedendosi sulla poltrona degli Antichi, nel tentativo di scaricare dati critici, rivive la sua vita passata. È un professore universitario, ritrova sua moglie malata di cancro ed è reclutato dal dottor Daniel Jackson per quello che verrà chiamato il progetto Icaro. Egli sta cercando di non affrontare la situazione della moglie e per farlo si butta a capofitto nel suo lavoro. Nel suo stato di trance, sta cercando di dare un senso a tutte le informazioni che si stanno accumulando. Nel frattempo la Destiny esce dall'iperspazio ed alcuni membri dell'equipaggio vengono mandati ad esaminare il pianeta sottostante. Essi trovano un antico sito archeologico, ma restano intrappolati quando una parte del sito crolla. Soccorrerli e recuperarli è un'operazione che richiede tempi lunghi mentre il prossimo salto nell'FTL della Destiny si avvicina rapidamente. Finalmente il dottor Rush riesce ad ottenere un importante indizio per ottenere i codici di sblocco della Destiny e ritorna cosciente ma è troppo tardi e la nave ritorna nell'FTL. Il Tenente Scott, il Sergente Greer, Eli e Chloe restano intrappolati tra le rovine sul pianeta.

## Dispersi
- Titolo originale: Lost
- Scritto da: Martin Gero
- Diretto da: Ronn Schmidt

### Trama
Mentre la squadra dispersa cerca di uscire dal sito in rovina, un altro crollo separa Greer dagli altri tre che, credendolo morto, riescono a trovare una via d'uscita; ma il Sergente è sopravvissuto al crollo e riesce a uscire anche lui. Nel frattempo, però Scott, Eli e Chloe decidono di usare lo stargate per ritrovare la Destiny.
Sulla nave, intanto, si verificano dei cali di energia e il Dr. Rush, con la sua équipe, scopre che la Destiny si avvicina ai limiti della galassia e che, una volta uscitane, sarà impossibile tornare a salvare i dispersi. Appena la Destiny esce dall'iperpazio vengono organizzate delle squadre per cercare i quattro visitando tutti i pianeti raggiungibili con lo stargate prima che la nave riparta.
Greer viene ritrovato ma Scott, Eli e Chloe, che nel frattempo erano riusciti a raggiungere un pianeta da cui poter tornare sulla Destiny (grazie al database della nave aliena sul pianeta dove era stato abbandonato il Dr. Rush) non riescono a collegarsi in tempo con la nave, che ormai è tornata nell'iperspazio.
T.J. rivela al Colonnello Young di essere incinta.

## Sabotaggio
- Titolo originale: Sabotage
- Scritto da: Barbara Marshall
- Diretto da: Peter DeLuise

### Trama
La Destiny viaggia nell'iperspazio ma, secondo i calcoli del Dr. Rush, non ne uscirà prima di aver prosciugato tutta l'energia e lontano da un pianeta abitabile, mettendo così a serio rischio la vita dell'intero equipaggio. Rush e gli altri scienziati convengono che l'unico modo di salvarsi è di migliorare l'efficienza dei motori FTL. Per questo viene richiesta la consulenza della dottoressa Amanda Perry, massima esperta terrestre nel settore ed amica di Nicholas; ella è, però, paraplegica ed il Tenente James, la prima incaricata di sostituirla con il dispositivo di comunicazione, abbandona; il suo posto è preso, con molto coraggio, da Camile Wray (che ne approfitterà per passare un po' di tempo tra le amorevoli cure della fidanzata). Mentre la Perry si appresta ad esaminare il problema uno dei motori FTL esplode facendo uscire la Destiny dall'iperspazio e permettendo a Matt, Eli e Chloe di ricongiungersi all'equipaggio attraverso lo StarGate. Mentre fervono i lavori per riparare i motori si scopre che l'esplosione del motore non è altro che un sabotaggio degli alieni attuato per mezzo del dispositivo di comunicazione (utilizzando il corpo del Ten. James); di lì a poco, infatti, la Destiny è di nuovo sotto attacco. A questo punto però il Dr. Franklin, fino a quel momento in stato vegetativo, dà segni di risveglio e vuole sedersi nuovamente sulla poltrona degli Antichi, riuscendo così a riparare i motori FTL e permettendo alla nave di sfuggire al nuovo attacco; dopodiché scompare.

## Dolore
- Titolo originale: Pain
- Scritto da: Carl Binder
- Diretto da: William Waring

### Trama
La squadra di ritorno dall'ultimo pianeta visitato porta con sé dei parassiti (simili a zecche), che si diffondono tra l'equipaggio della nave. 
Purtroppo hanno la cattiva abitudine di rilasciare nell'organismo ospite delle neurotossine capaci di sollecitare aree cerebrali dell'organismo ospite tali da generargli allucinazioni molto realistiche, e basate su fatti drammatici, paure, eventi dolorosi che hanno segnato la vita degli ospiti.

## Complotto
- Titolo originale: Subversion
- Scritto da: Joseph Mallozzi - Paul Mullie
- Diretto da: Alex Chapple

### Trama
Il Dott. Rush prende visione in sogno di alcuni ricordi del Col. Telford, a seguito degli scambi di coscienza derivanti dall'utilizzo del dispositivo di comunicazione degli antichi. Rush vede in sogno che Telford è una spia dell'Alleanza Lucian a cui trasmette informazioni dettagliate sul progetto Icarus.
Da tale sogno Rush informa il Col. Young, che permette a Rush di entrare nel corpo di Telford attraverso le pietre di comunicazione, nel frattempo Young fa rapporto al Gen. O'Neill, da cui ne segue un pedinamento stretto delle operazioni di Rush nel corpo di Telford, il cui intento, in accordo con Young, è di prendere contatti con l'Alleanza per carpirne informazioni.
La copertura di Rush sembra essere saltata e viene catturato e portato a bordo di un cargo goa'uld, quando sotto tortura rivela la sua vera identità.
Kiva, gli rivela dell'esistenza di un altro pianeta di classe Icarus su cui si stanno dirigendo, ed invita il dott. Rush a completare le procedure per l'inserimento del nono blocco, sullo stargate ivi installato.
Nel frattempo sulla Destiny, Telford viene interrogato sulla sua vera identità e sulle sue conoscenze al riguardo dell'Alleanza, e sui loro progetti inerenti alla Destiny.

## Incursione (Parte 1)
- Titolo originale: Incursion part 1
- Scritto da: Joseph Mallozzi - Paul Mullie
- Diretto da: Andy Mikita

### Trama
Il Col. Telford viene fatto quasi morire ed in seguito rianimato per eliminare gli effetti del lavaggio del cervello di cui era succube, raccontando così tutto quello che l'Alleanza Lucian ha intenzione di fare.
Il comando dell'alleanza sul pianeta di classe Icarus, sotto attacco dalla Hammond comandata dal Col. Carter, decide di attivare lo stargate, e di sbarcare sulla Destiny, mandando in collasso il nucleo del pianeta stesso.
Nel frattempo il Col. Young ha preparato nave ed equipaggio all'incursione, preparandosi a togliere il supporto vitale nella sala dello stargate non appena fossero sbarcati. Dalle immagini della kino in sala, però, risulta essere sbarcato con loro anche Rush, ed il piano originario non è portato a termine per salvargli la vita.
Cominciano pertanto scontri e negoziati per avere il controllo della nave tra le parti.
Durante il primo scontro, Chloe ed Eli, scappando prendono un ascensore che li porta in una delle aree inesplorate della nave, da cui cercano di far ritorno.

## Incursione (Parte 2)
- Titolo originale: Incursion part 2
- Scritto da: Joseph Mallozzi - Paul Mullie
- Diretto da: Andy Mikita

### Trama
Mentre continuano gli scontri tra le due fazioni sulla destiny, un altro fattore esterno all'astronave contribuisce a complicare la situazione. L'arrivo dei Lucian a bordo della Destiny tramite lo Stargate fa uscire l'astronave dalla modalità iperluce in prossimità di un sistema binario di stelle che sottopone le due fazioni contrapposte ad una sorta di tempesta solare intermittente e letale dal quale la stessa astronave offre riparo dando, però, fondo alle sempre più esigue scorte di energia. Questo fa sì che i contendenti, non senza dimostrare reciprocamente diffidenza, raggiungano una tregua per dar modo ai terrestri di mettere in atto una strategia, suggerita dal dott. Rush, che li tiri fuori da questa situazione di pericolo. Nel frattempo il ritrovato Col. Telford, grazie ad uno stratagemma trasversale cerca di ribaltare la situazione in favore dei terrestri, ma l'evolversi di detto stratagemma porta a risvolti decisamente sfavorevoli dato che l'Ufficiale in 2^ dei Lucian, approfittando della situazione favorevole, disarma i militari terrestri facendoli prigionieri. L'ultimo episodio si chiude con l'accingersi dei Lucian a giustiziare la parte militare dell'equipaggio della Destiny.